# Kostel Narození Panny Marie (Stěbořice)
Kostel Narození Panny Marie je římskokatolický farní kostel v centru obce Stěbořice v Moravskoslezském kraji. Jedná se o barokní zděnou jednolodní omítanou stavbu s gotickým jádrem a hranolovitou věží. Kostel je kulturní památkou a významnou dominantou obce.

## Historie

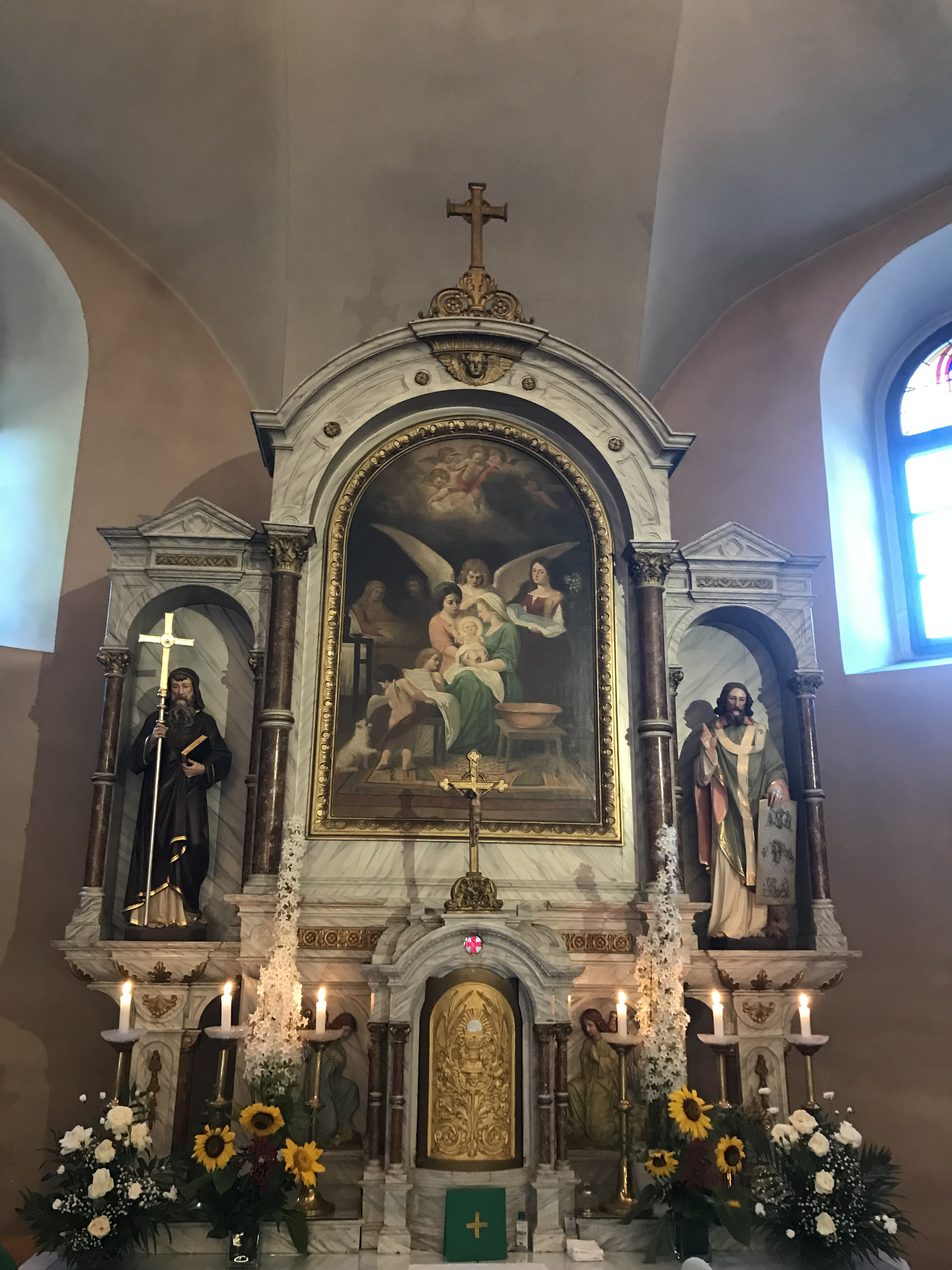
Pohled na presbytář kostela s obrazem Narození Panny Marie

Kolem roku 1320 byl v obci založen původní kostel zasvěcený svatému Mikuláši. Na konci 15. století byl goticky přestavěn. Nově zaklenutý byl v roce 1771, dále upraven v polovině 19. století.

## Farní zahrada
Ke kostelu přiléhal hřbitov, který byl po druhé světové válce zrušen. Ke kostelu přiléhá zrenovovaná, svažitá farní zahrada, jejíž součástí jsou drobné náboženské objekty. Duchovním centrem zahrady je socha Panny Marie, přivezená z rakouského kláštera v Kinderalmu. Významný podíl na revitalizaci zahrady a vzniku její současné podoby měl bývalý stěbořický kněz, P. Mgr. Josef Motyka, který předčasně tragicky zahynul v roce 2013. O další rozvoj farního areálu nyní pečuje jeho nástupce, P. Mgr. Klement Rečlo. Ke kostelu též bezprostředně přiléhá historická budova farního úřadu.

## Využití
Kostel je pravidelně využíván k bohoslužbám a modlitbám v rámci Římskokatolické farnosti Stěbořice. Farní areál také poskytuje zázemí pro každoroční regionální sportovní akci ke cti předčasně zesnulého kněze Josefa Motyky s názvem "Memoriál otce Jožky".